# Мур, Тоби Леонард
То́би Ле́онард Мур (англ. Toby Leonard Moore, род. 27 апреля 1981, Сидней) — австралийский актёр. Наиболее известен по роли Джеймса Уэсли, правой руки Уилсона Фиска, в телесериале Netflix «Сорвиголова». Он также исполнил роль Брайана Коннерти в сериале «Миллиарды».

## Биография

### Ранняя жизнь и образование
Мур родился в 1981 году в Сиднее, а в возрасте одиннадцати лет переехал с семьёй в Хобарт, штат Тасмания. Там он посещал колледж «Сент-Вёрджил». Мур является сыном актрисы и актёра озвучивания Робина Мура; он хотел быть актёром с раннего возраста и участвовал в постановках местного театра, а позже поступил в Национальный институт драматического искусства в Сиднее.

### Карьера
Изначально Мур занимался тем, что дублировал на английский язык китайские фильмы. В 2009 году он получил маленькую роль в телесериале Джосса Уидона «Кукольный дом», а в 2010 году — второстепенную роль в мини-сериале «Тихий океан» о Второй мировой войне.

### Личная жизнь
С 2009 года Тоби Леонард Мур женат на австралийской актрисе Мишель Вергара Мур и живёт в Нью-Йорке.

## Фильмография
| Год       |     | Русское название                | Оригинальное название              | Роль                   |
| --------- | --- | ------------------------------- | ---------------------------------- | ---------------------- |
| 2005      | ф   | Клятва                          | The Promise                        | Вухань                 |
| 2005      | ф   | Китайская история               | A Chinese Tall Story               | Трипитака              |
| 2006      | кор | Время прохода                   | Pass Time                          | Тревор                 |
| 2006      | кор | Фотография                      | Photograph                         | официант               |
| 2006      | ф   | Роб-Би-Гуд                      | Rob-B-Hood                         | Осьминог               |
| 2007      | ф   | Такси 4                         | Taxi 4                             | Эмильен Кутан-Корбадек |
| 2007      | тф  | Убийство в глуши                | Joanne Lees: Murder in the Outback | Пол Фальконио          |
| 2009      | с   | Кукольный дом                   | Dollhouse                          | Уолтон                 |
| 2010      | с   | Легенда об Искателе             | Legend of the Seeker               | принц Фирен            |
| 2010      | мтф | Тихий океан                     | The Pacific                        | второй лейтенант Стоун |
| 2010      | с   | Криминальная Австралия          | Underbelly: The Golden Mile        | сержант Дэйв           |
| 2010      | в   | Смертельная битва: Перерождение | Mortal Kombat: Rebirth             | Ричард                 |
| 2010      | с   | Голубая кровь                   | Blue Bloods                        | Дик Рид                |
| 2011      | кор | Картограф                       | The Cartographer                   | мужчина с ножницами    |
| 2012      | с   | Нью-Йорк 22                     | NYC 22                             | Ник Рейнольдс          |
| 2012      | кор | По-настоящему мёртв             | True Dead                          | неизвестно             |
| 2013      | с   | Банши                           | Banshee                            | Кристофер Хэнсон       |
| 2014      | мс  | Робоцып                         | Robot Chicken                      | Питер Пэн / Пи Патель  |
| 2014      | ф   | Джон Уик                        | John Wick                          | Виктор                 |
| 2014      | с   | Белый воротничок                | White Collar                       | Джим Бут               |
| 2015      | с   | Сорвиголова                     | Daredevil                          | Джеймс Уэсли           |
| 2016—2023 | с   | Миллиарды                       | Billions                           | Брайан Коннерти        |
| 2016      | ф   | Половина идеального мира        | Half the Perfect World             | Эрик                   |
| 2017      | с   | Булл                            | Bull                               | мистер Эндрю Уитроу    |